# Dorottya Faluvégi
Dorottya Faluvégi (født 31. marts 1998) er en ungarsk håndboldspiller, som spiller i Győri Audi ETO KC og for Ungarns kvindehåndboldlandshold.